# 冒险前进
《冒險前進 〜超旅程〜》（日语：アドバンス・アドベンチャー 〜Advance Adventure〜）是日本組合GARDEN的第十二張單曲，於2003年1月29日經PIKACHU RECORDS發售。

## 内容
A面曲「冒險前進」是東京電視台動畫《寵物小精靈超世代》的首支片頭曲，於2002年11月21日播放之第1集正式使用；而B面曲「因為那邊有天空」為同一動畫的首支片尾曲，亦在首集開始使用，於寵物小精靈外傳第12集作為插曲播放。

## 收錄曲
＊#5-7作曲：一之瀬剛，#8,9作曲：増田順一
1. 冒險前進 ～超旅程～（アドバンス・アドベンチャー 〜Advance Adventure〜）［04:12］
主唱・作詞：GARDEN，作・編曲：田中宏和，嗩吶：佐野聰
東京電視台動畫《寵物小精靈超世代》片頭曲
是《太鼓之達人：興奮動畫祭》可選歌曲之一。
2. 因為那邊有天空（そこに空があるから） ［04:12］
主唱：江崎稔子，作詞：渡邊夏美（日语：渡辺なつみ (作詞家)），作曲：三留一純，編曲：恩田直幸
東京電視台動畫《寵物小精靈超世代》片尾曲
3. 冒險前進 ～超旅程～（卡拉OK版）（アドバンス・アドベンチャー 〜Advance Adventure〜（オリジナルカラオケ）） ［04:12］
4. 因為那邊有天空（卡拉OK版）（そこに空があるから（オリジナルカラオケ）） ［04:12］
5. ［01:39］
6. ［01:06］
7. ［01:09］
8. ［01:50］
9. ［01:42］
10. ［01:17］
作曲：青木森一

## 翻唱
- 「超世代之戰」：由吳卓羲主唱，是無線電視翡翠台動畫《寵物小精靈超世代》的粵語主題曲。改編自。

## 外部連結
| 電視動畫『神奇寶貝超世代』片頭曲 2002年11月21日 - 2004年3月25日                                                |                                                             |                                         |
| 前作: - | GARDEN 『アドバンス・アドベンチャー 〜Advance Adventure〜』 | 次作: 松本梨香 『チャレンジャー!!』     |
| テレビアニメ『ポケットモンスター アドバンスジェネレーション』エンディングテーマ 2002年11月21日 - 2003年3月27日 |                                                             |                                         |
| 前作: - | 江崎とし子 『そこに空があるから』                           | 次作: 犬山イヌコ 『ポルカ・オ・ドルカ』 |
| テレビアニメ『ポケットモンスター アドバンスジェネレーション』エンディングテーマ 2003年10月2日 - 2003年11月13日 |                                                             |                                         |
| 前作: 犬山イヌコ 『ポルカ・オ・ドルカ』                                                                        | 江崎とし子 『そこに空があるから』                           | 次作: 江崎とし子 『スマイル』           |